# Veterinarski fakultet u Zagrebu
Veterinarski fakultet Sveučilišta u Zagrebu jedini je fakultet veterine u Hrvatskoj. Fakultet provodi integrirani studij veterinarske medicine u trajanju od 6 godina te poslijediplomski studij veterinarske znanosti. Osnovan je 1919. godine kao Veterinarska visoka škola.

## Povijest
Počeci djelovanja Veterinarskog fakulteta potječe iz vremena kad je Hrvatska bila politčki razdjeljena i pod vlašću različitih uprava. Naredbom Povjerenstva za prosvjetu i vjere  26. rujna 1919. izdano je otvaranje I. semestar na Veterinarskoj visokoj školi u Zagrebu. Osnivač škole bio je Eugen Podaubsky, koji je u njoj ujedno radio kao prvi profesor i matičar.
Dana 7. prosinca 1924. godine škola je preimenovana u Veterinarski fakultet, koji postaje sastavnicom Sveučilišta u Zagrebu.[nedostaje izvor] Kompleks zgrada u Heinzelovoj ulici, u kojima se fakultet nalazi danas, projektirao je 1936. godine arhitekt Zvonimir Vrkljan.

## Djelovanje
Veći dio nastavnog procesa obavlja se u sklopu Fakulteta, smještenog u četvrti Pešćenica – Žitnjak. Fakultet posjeduje brojne zgrade u kojima se nalaze predavaonice, vježbaonice, kompjutorske učionice, laboratoriji te nastambe za velike i male životinje. Preostali dio nastave odvija se u lovištu Črnovšćak kao izdvojenoj jedinici Fakulteta i vanjskim radilištima (Veterinarske stanice, farme, mesne industrije i dr.) s kojima Fakultet surađuje. Fakultetsko dobro u Dugom Selu, planirano na zemljištu koje je Fakultetu darovano odlukom Vlade Republike Hrvatske, ukupne površine gotovo 100 ha, u budućnosti bi trebalo služiti praktičnoj nastavi putem držanja farmskih životinja. 
Infrastruktura Fakulteta omogućava provedbu diplomske i poslijediplomske nastave, znanstvenih istraživanja i stručno-kliničkog rada u specijalističkim ambulantama. Nastavna, znanstvena i klinička djelatnost Fakulteta osniva se na radu zavoda i klinika koji su na osnovi Statuta iz 2005. godine objedinjeni u Odjel za temeljne prirodne i pretkliničke znanosti, Odjel klinika, Odjel za animalnu proizvodnju i biotehnologiju te Odjel za veterinarsko javno zdravstvo i sigurnost hrane. 
Na Veterinarskom fakultetu postoji udruga studenata veterinarske medicine Equus, a osnovana je 1993. godine s ciljem poboljšanja uvjeta studiranja i zaštite prava studenata. U udruzi djeluje više sekcija radi ostvarivanja stručnih, znanstvenih, društvenih, kulturnih, sportskih i drugih interesa studenata. Studenti Veterinarskoga fakulteta također aktivno sudjeluju u radu Međunarodnog udruženja studenata veterinarske medicine (engl. International Veterinary Students Association).

### Studentska razmjena
VetNEST je organizacija koja je osnovana 1993. godine, a okuplja sedam europskih veterinarskih visokih učilišta (Sveučilišta u Beču i Košicama, te fakultete u Ljubljani, Brnu, Budimpešti, Wroclawu i Zagrebu). Članice VetNEST-a putem spomenute organizacije uspješno obavljaju razmjenu studenata i nastavnog osoblja te razmjenjuju iskustva u nastavnom, znanstveno-istraživačkom i stručnom radu. U cilju unapređenja cjelokupnog rada nastavnici Veterinarskoga fakulteta također razmjenjuju iskustvo i znanja s inozemnim fakultetima kroz članstvo našega fakulteta u Europskoj udruzi ustanova za veterinarsku izobrazbu (European Association of Establishments for Veterinary Education, EAEVE. 

### Akreditacija
EAEVE je osnovan 1987. godine u Francuskoj i među prvima je u Europi. razradio trajni sustav prosudbe veterinarskih učilišta. Veterinarski fakultet je među prvim sastavnicama Sveučilišta u Zagrebu prihvatio ovakvo vrednovanje s ciljem da mu se odredi položaj s obzirom na kvalitetu i uvjete izvođenja nastave, odnosno s obzirom na znanstveno-stručne aktivnosti. Sukladno ocjeni ekspertnog tima prema kojoj Veterinarski fakultet Sveučilišta u Zagrebu ispunjava kriterije kvalitete visokih učilišta u Europi, te na temelju izvješća koje je prihvaćeno na godišnjoj skupštini EAEVE-a, Fakultet je 2003. godine uvršten na listu pozitivno ocijenjenih veterinarskih visokih učilišta u Europi. Godine 2015. Fakultet je prvi puta stekao status Approved, a sukladno tadašnjim pravilima, status je potvrđen novom akreditacijom (tadašnji tzv. Stage 2) u lipnju 2021. godine, uz jamstvo stečenog statusa do kraja lipnja 2023. godine. Nakon evaluacije u travnju 2023. godine, na sjednici Europskog odbora za veterinarsko obrazovanje (ECOVE) održanoj 7. lipnja 2023. godine, Fakultetu je na sedam godina dodijeljen novi status akreditiran.  

## Dodiplomska nastava
Sveučilišni diplomski studij izvodi se kao integrirani preddiplomski i diplomski studij veterinarske medicine u trajanju od 6 godina (12 semestara), a njegovim se završetkom stječe akademski naziv doktor veterinarske medicine. Do 1997./1998. akademske godine studenti su stjecali akademski naziv diplomiranoga veterinara (10 semestara). U prve četiri godine student odsluša teorijsku i obavi praktičnu nastavu iz društvenih, temeljnih, zootehničkih, pretkliničkih i pojedinih kliničkih predmeta. U posljednje dvije godine student sudjeluje u teorijskoj i praktičnoj nastavi iz redovnih kliničkih predmeta, kolegija vezanih za javno zdravstvo i obveznih izbornih predmeta prema odabranom usmjerenju (Farmske životinje i konji; Higijena i tehnologija animalnih namirnica i veterinarsko javno zdravstvo; Kućni ljubimci). Pored toga, sudjeluje u praktičnom radu u veterinarskim organizacijama, farmama i prehrambenim industrijama (izvanfakultetska nastava putem ambulantne klinike i organiziranog terensko-stručnog rada), čime u potpunosti stječe znanja i vještine za obavljanje budućeg zanimanja.
Tijekom studija student također upisuje izborne predmete u okviru 20 posto studijskoga programa. Izbor je relativno velik, a podiljeljeni su na opće predmete, predmete zajedničke za sva tri usmjerenja i predmete vezane za pojedina usmjerenja. Svaki student može ih izabrati u upisanom semestru, ali i kasnije tijekom studiranja, kada uvidi potrebu za dodatnim znanjem prema svojim sklonostima. Na taj način studenti ujedno oblikuju svoju kvalifikaciju. Završetkom integriranog preddiplomskog i diplomskog studija veterinarske medicine student je osposobljen za: 
- liječenje životinja;
- rješavanje problematike veterinarskog javnog zdravstva;
- zaštitu čovjekova okoliša, terensku, kliničku i laboratorijsku dijagnostiku;
- preventivno suzbijanje zaraznih bolesti i zoonoza;
- projektiranje i sudjelovanje u izradbi programa za razvijanje i unapređivanje djelatnosti u stočarstvu te proizvodnji namirnica animalnog podrijetla;
- razvijanje svih oblika zaštite životinja i okoliša te njegovanje etike i humanog odnosa prema životinjama.

Stjecanjem diplome doktora veterinarske medicine pruža se mogućnost nastavka školovanja na poslijediplomskom specijalističkom ili doktorskom studiju, odnosno uključivanje u programe cjeloživotnog učenja.

## Poslijediplomski studij
Doktori veterinarske medicine u okviru kontinuiranog usavršavanja i školovanja imaju priliku kroz specijalističke i znanstvene discipline odabrati sljedeće smjerove:
- anatomija, histologija i embriologija
- animalna higijena – okoliš i etologija
- biologija i patologija pčela
- ekonomika veterinarstva
- fiziologija domaćih životinja
- fiziologija i patologija peradi i pernate divljači
- higijena i tehnologija namirnica životinjskog podrijetla
- ihtiopatologija
- kirurgija, ortopedija i oftamologija s rendgenologijom i ultrazvučnom dijagnostikom
- mikrobiologija i epizootiologija
- parazitologija
- patološka anatomija
- unutrašnje bolesti domaćih životinja

## Poznate osobe
Sljedeće je popis nekih poznatih ili istaknutih osoba koje su alumni ili profesori s Veterinarskoga fakulteta:
- Slavko Bambir
- Olga Carević
- Željko Cvetnić
- Šimun Debelić
- Žarko Dolinar
- Sergej Forenbacher
- Radovan Fuchs
- Berislav Jukić
- Ljudevit Jurak
- Petar Kraljević
- Barbara Kolar
- Ratimir Orban
- Ivo Pevalek
- Ante Rukavina
- Faruk Šehić

## Vanjske poveznice
- Veterinarski fakultet Sveučilišta u Zagrebu, službeno mrežno mjesto Fakulteta